# Gueytes-et-Labastide
Gueytes-et-Labastide è un comune francese soppresso e frazione del dipartimento dell'Aude della regione dell'Occitania. Dal 1º gennaio 2016 si è fuso con il comune di Caudeval per formare il nuovo comune di Val-de-Lambronne.

## Società

### Evoluzione demografica
Abitanti censiti